# قانون الأمن الداخلي (سنغافورة)

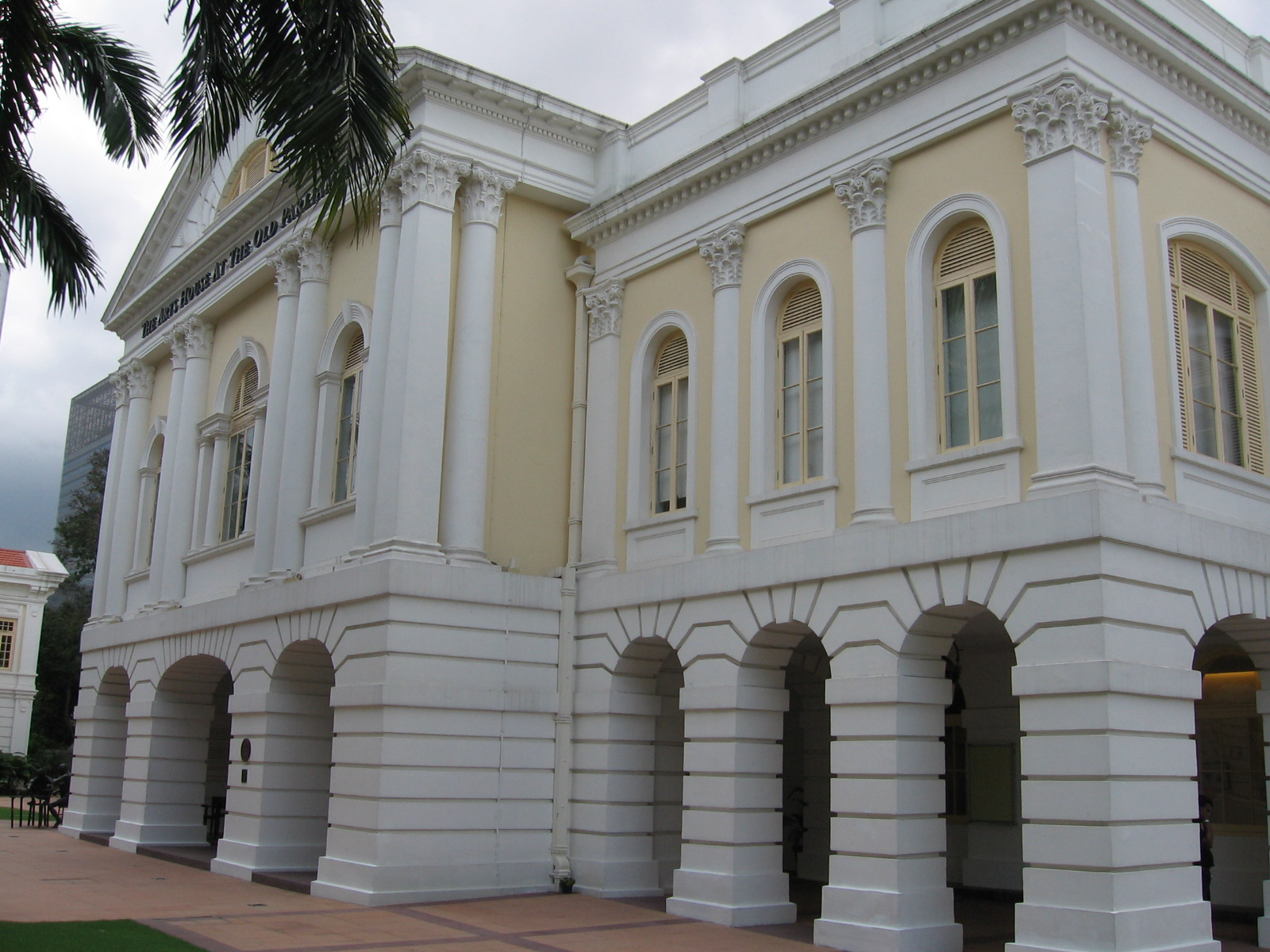

قانون الأمن الداخلي لسنغافورة هو قانون يمنح السلطة التنفيذية لفرض الاحتجاز الوقائي، ومنع التخريب وقمع العنف المنظم ضد الأشخاص والممتلكات والقيام بأشياء أخرى عرضية للأمن الداخلي في سنغافورة. صدر هذا القانون في الأصل من قبل البرلمان الماليزي كقانون الأمن الداخلي لعام 1960 (رقم 18 لعام 1960)، ومُدد إلى سنغافورة في 16 أيلول/سبتمبر في عام 1963 عندما كانت سنغافورة دولة في الاتحاد الماليزي.
يعتمد قانون الأمن الداخلي على احتجاز الشخص بموجبه من قبل وزير الداخلية فقط عندما يكون الرئيس مقتنعًا بسبب هذا الاحتجاز، ويجب أن يكون مقتنعًا بمدى ضرر فعل هذا الشخص على الأمن الوطني أو النظام العام. سعت محكمة الاستئناف في قضية تشينغ سوان تزي ضد وزير الشؤون الداخلية لعام 1988 إلى فرض قيود قانونية على سلطة الاحتجاز الوقائي، وذلك من خلال مطالبة الحكومة بإصدار حقائق موضوعية تبرر رضا الرئيس.
أُصدرت سلسلة من التعديلات التشريعية والدستورية التي عكست بفعالية قرار تشينج سوان تزي بعد شهرين من القرار، وأكدت لاحقًا أن هذه التعديلات سارية من قبل المحكمة العليا ومحكمة الاستئناف في قضية تيو سوه لونغ ضد وزير الشؤون الداخلية، ورأت أنه يكفي للرئيس أن يكون مقتنعًا شخصيًا بأن المعتقل يمثل تهديدًا للأمن القومي من أجل إصدار أمر اعتقال بموجب قانون الأمن الداخلي.
تشمل قضايا الأمن الداخلي البارزة عملية كولدستور في عام 1963، والتي أدت إلى اعتقال حوالي 100 شخص من السياسيين اليساريين والنقابيين، بما في ذلك أعضاء حزب المعارضة الاشتراكي. اعتُقل الشيوعي شيا ثي بوه، وخضع لقيود أخرى على حريته بموجب قانون الأمن الداخلي من عام 1966 إلى عام 1998.
نتجت قضيتا تشينج سوان تزي وتيو سوه لونج عن عملية أمنية في عام 1987 أطلق عليها اسم «عملية الطيف»، واتُهمت 22 كنيسة كاثوليكية وناشطون اجتماعيون ومهنيون بأنهم أعضاء في مؤامرة ماركسية، واعتُقلوا بموجب قانون الأمن الداخلي.
يمكّن قانون الأمن الداخلي أيضاً السلطات من حظر المنظمات السياسية وشبه العسكرية، وحظر الوثائق والمنشورات الهدامة وإغلاق وسائل الترفيه والمعارض التي تضر أو من المحتمل أن تكون ضارة بالمصلحة الوطنية، وقمع العنف المنظم بإعلان وجود أجزاء من سنغافورة كمناطق الأمنية.

## التاريخ والتطورات
أدخلت المستعمرة البريطانية مالايا مرسوم لوائح الطوارئ لعام 1948  في 7 تموز/يوليو في عام 1948 ردًا على الانتفاضة الشيوعية وحرب العصابات. سمحت اللوائح للشرطة بالقبض على أي شخص يُشتبه في أنه تصرف أو من المرجح أن يتصرف بطريقة تهدد الأمن دون دليل أو مذكرة، واحتجازهم بمعزل عن العالم الخارجي للتحقيق معهم، واحتجازهم إلى أجل غير مسمى دون توجيه أي تهم إلى المحتجز بارتكاب جريمة أو الحكم عليه في محكمة قانونية. قُدِّم مرسوم الحفاظ على الأمن العام 1955 عقب إصدار قانون الطوارئ نتيجة لأعمال الشغب في حافلة هوك لي في عام 1955 من قبل حكومة حزب العمال في سنغافورة.
أُعلنت حالة الطوارئ في عام 1960 بعد ثلاث سنوات من استقلال مالايا. ومع ذلك، أُصدر قانون الأمن الداخلي في مالايا لعام 1960  بدلاً من مرسوم الحفاظ على الأمن العام مع الكثير من الصلاحيات المتشابهة. صرّح رئيس وزراء مالايا تونكو عبد الرحمن خلال المناقشات البرلمانية حول القانون بأنه لن يُطبق قانون الأمن الداخلي إلا على المتمردين الشيوعيين الباقين فقط. استسلم الحزب الشيوعي في مالايا ومتمردوه في نهاية المطاف في عام 1989، ولم يتغير العمل في قانون الأمن الداخلي في ماليزيا.
كان مسؤول تحرير قانون الأمن الداخلي  في مالايا هوو هيكلينج، وهو محام بريطاني ومؤلف وأستاذ. علّق في عام 1989 أنه "لا يستطيع أن يتخيل بالوقت الذي ستُستخدم فيه سلطة الاعتقال المتشابكة مع المادة 149 من الدستور ضد المعارضين السياسيين والعاملين في مجال الرعاية الاجتماعية، وغيرهم ممن يكرّسون أنفسهم للاعنف السلمي الأنشطة". وقال أيضًا أنه يدعم مراجعة قانون الأمن الداخلي، ولكن لم يكن من حقه أن يقول ما إذا كان ينبغي إلغاء هذا القانون، وبرر ذلك قائلًا: «يوجد هناك مجتمع متعدد الأعراق في ماليزيا يمكن أن تتفشى فيه المشاعر بسرعة كبيرة».
امتد قانون الأمن الداخلي في مالايا إلى سنغافورة عندما انضمت سنغافورة إلى اتحاد مالايا في عام 1963. احتُفظ بالقانون في سنغافورة حتى بعد انفصالها عن ماليزيا في عام 1965. تُعرف النسخة الحالية من القانون بالفصل 143 من طبعة عام 1985 المنقحة. أعيد فتح النقاش حول ما إذا كان ينبغي الإبقاء على المعايير الدولية للرقابة، وذلك بعد أن أعلنت ماليزيا أنها تفكر في إلغاء قانون الأمن الداخلي في أيلول/سبتمبر في عام 2011. صرّح رئيس الوزراء نجيب رزاق بإلغاء القانون والاستعاضة عنه بقوانين جديدة لحماية السلام والنظام.
نوقشت بعد ذلك شرعية وأهمية قانون الأمن الداخلي من قبل محتجزين سابقين في جهاز الأمن وحكومة سنغافورة وغيرهم. علق عضو البرلمان في دائرة تمثيل مجموعة باسير ريج-بونجول الدكتور جانيل بوثشيري في جلسة البرلمان في 18 آب/أغسطس في عام 2011 بأنه «بينما شعر أنه من غير المناسب احتجاز مواطن دون محاكمة، إلا أنه مقتنع بالمنطق الصعب المتمثل في أن سلامة وأمن سنغافورة يجب أن يكون الأولوية الأسمى». ومع ذلك، وافق على أن هناك حاجة إلى مزيد من الضمانات لمنع إساءة استخدام قانون الأمن الداخلي، وأنه «يجب مناقشة قانون الأمن الداخلي بطريقة أكثر شفافية، وذلك حتى مع ضرورة الحفاظ على سرية الوقائع المرتبطة بمعتقل معين».
أوضح نائب رئيس الوزراء والوزير المنسق للأمن الوطني ووزير الشؤون الداخلية تيو تشي هين في 19 تشرين الأول/أكتوبر في عام 2011 أهمية قانون الأمن الداخلي وسلطاته في الاحتجاز الوقائي. وأشار إلى أن الاحتجاز الوقائي في الستينيات كان يستخدم في المقام الأول لمواجهة التهديد الشيوعي التخريبي، والذي يمثله الحزب الشيوعي في مالايا الذي كان يختبئ داخل المنظمات القانونية.
ساعد الاحتجاز الوقائي على مدى العقدين الماضيين في حماية الأمن الوطني لسنغافورة، وذلك من خلال مواجهة التهديدات التي يمثلها التجسس والإرهاب. يسمح الاحتجاز الوقائي بإجراء تقييم شامل للتهديد، وذلك مقارنةً بقضية جنائية تُحاكم أمام محكمة وتتطلب منها أن تنظر فقط في الأفعال المحددة المتعلقة بالتهمة. كما يسمح احتجاز أولئك الذين لم يرتكبوا بعد أفعالا علنية تستدعي المحاكمة، واتُخِذت إجراءات وقائية لتحييد التهديدات قبل أن تتحول إلى ضرر فعلي.
قال الوزير أيضًا إن الاحتجاز دون محاكمة هو الأفضل في الحالات التي لا تكون فيها المحاكمات العلنية في المحكمة مناسبة، ويعود ذلك إلى سرية بعض المعلومات الاستخباراتية. يمكن الحصول على هذه المعلومات من خلال وكالات الأمن الأجنبية، ولكن دون الكشف عن المصدر والتفاصيل أمام محكمة علنية. إن الكشف عن المعلومات السرية يمكن أن يعرض العمليات الجارية أو المستقبلية للخطر من خلال الكشف عن المصادر الحالية وأساليب جمع المعلومات الاستخباراتية.
تضعف القضية الجنائية بسبب متطلبات الإثبات التي قد تؤدي إلى تبرئة متهم مذنب إذا حُجبت المعلومات السرية من المحكمة. يمكن أن تؤدي إجراءات المحكمة إلى تعطيل التحقيقات كجزء من شبكة أوسع، ويؤدي ذلك إلى تفاقم الحالات التي تنطوي على الحساسيات المجتمعية.
دعت أحزاب المعارضة السياسية في سنغافورة إلى إلغاء قانون الأمن الداخلي. قال حزب العمال في بيانه للانتخابات العامة لعام 2011 إنه ينبغي سن قوانين محددة لمكافحة الإرهاب ومكافحة التجسس لتحل محل قانون الأمن الداخلي، وذلك لأنها تسمح بالاعتقالات والاحتجازات دون محاكمة ولكن تحت شروط صارمة. اتخذ حزب التضامن الوطني موقفًا مماثلا في شباط/فبراير في عام 2013.